# Gennetines
 Gennetines  là một xã ở tỉnh Allier thuộc miền trung nước Pháp.